# سیارک ۴۲۲۲
سیارک ۴۲۲۲ (به انگلیسی: 4222 Nancita، نامگذاری:1988EK1) چهار هزار و دویست و بیست و دومین سیارک کشف شده‌است که در ۱۳ مارس ۱۹۸۸ کشف شد.
قدر مطلق سیارک برابر ۱۲٫۴۰ است.